# Saison 2013-2014 de la LCHF
Saison précédente Saison suivante
La saison 2013-2014 est la septième saison de la Ligue canadienne de hockey féminin (LCHF). La saison régulière voit cinq équipes jouer 24 parties. Les Stars de Montréal terminent premières de la saison régulière pour la sixième fois en sept ans. La Coupe Clarkson revient cependant aux Furies de Toronto, vainqueurs des Blades de Boston 1-0 en finale.

## Saison régulière
| Clt   | Équipe              | PJ | V  | D  | DP | DF | BP | BC | Diff | Pts |
| ----- | ------------------- | -- | -- | -- | -- | -- | -- | -- | ---- | --- |
| +001, | Stars de Montréal   | 23 | 19 | 2  | 0  | 2  | 96 | 47 | +49  | 42  |
| +002, | Blades de Boston    | 24 | 13 | 11 | 0  | 0  | 77 | 71 | +6   | 26  |
| +003, | Inferno de Calgary  | 24 | 12 | 11 | 0  | 1  | 62 | 70 | -8   | 24  |
| +004, | Furies de Toronto   | 23 | 10 | 10 | 1  | 2  | 70 | 61 | +11  | 23  |
| +005, | Thunder de Brampton | 24 | 5  | 16 | 3  | 0  | 43 | 99 | -56  | 13  |

- En gras : vainqueur de la saison régulière, qualifié pour la Coupe Clarkson
- En italique : qualifié pour la Coupe Clarkson

### Statistiques

#### Meilleures pointeuses
| Joueuse               | Équipe             | PJ | B  | A  | Pts | +/- | Pun |
| --------------------- | ------------------ | -- | -- | -- | --- | --- | --- |
| Ann-Sophie Bettez     | Stars de Montréal  | 23 | 16 | 24 | 40  | +23 | 12  |
| Sarah Vaillancourt    | Stars de Montréal  | 17 | 12 | 23 | 35  | +15 | 12  |
| Vanessa Davidson      | Stars de Montréal  | 23 | 11 | 20 | 31  | +13 | 20  |
| Cathy Chartrand (en)  | Stars de Montréal  | 23 | 9  | 21 | 30  | +17 | 32  |
| Jillian Dempsey (en)  | Blades de Boston   | 24 | 14 | 14 | 28  | +10 | 8   |
| Danielle Stone (en)   | Inferno de Calgary | 24 | 15 | 10 | 25  | +18 | 16  |
| Alyssa Baldin (en)    | Furies de Toronto  | 23 | 8  | 15 | 23  | +7  | 14  |
| Julie Paetch (en)     | Inferno de Calgary | 24 | 13 | 9  | 22  | +5  | 10  |
| Carolyne Prévost (en) | Furies de Toronto  | 23 | 11 | 11 | 22  | +4  | 6   |
| Mariève Provost (en)  | Stars de Montréal  | 22 | 8  | 11 | 19  | +1  | 12  |

#### Meilleures gardiennes
Ci-après les meilleures gardiennes de la saison régulière ayant joué au moins 420 minutes .
| Gardienne              | Équipe(s)          | PJ | V  | D  | Pr. | Min | BC | Moy  | %Arr | Bl |
| ---------------------- | ------------------ | -- | -- | -- | --- | --- | -- | ---- | ---- | -- |
| Catherine Herron       | Stars de Montréal  | 17 | 14 | 2  | 1   | 973 | 34 | 2,10 | 91,1 | 3  |
| Sami Jo Small          | Furies de Toronto  | 8  | 6  | 1  | 1   | 484 | 18 | 2,23 | 92,0 | 0  |
| Delayne Brian (en)     | Inferno de Calgary | 14 | 8  | 5  | 1   | 795 | 34 | 2,57 | 89,5 | 1  |
| Brittany Ott (en)      | Blades de Boston   | 17 | 10 | 6  | 0   | 908 | 40 | 2,64 | 92,2 | 1  |
| Christina Kessler (en) | Furies de Toronto  | 15 | 4  | 10 | 1   | 879 | 40 | 2,73 | 91,0 | 1  |

## Récompenses
Le Gala des récompenses a lieu le 19 mars 2014 à Markham, dans la province de l'Ontario.

### Trophées
| Trophée                                               | Vainqueur                             |
| ----------------------------------------------------- | ------------------------------------- |
| Trophée Angela James Meilleure pointeuse de la saison | Ann-Sophie Bettez (Stars de Montréal) |
| Meilleure joueuse                                     | Ann-Sophie Bettez (Stars de Montréal) |
| Gardienne de l'année                                  | Delayne Brian (Inferno de Calgary)    |
| Défenseure de l'année                                 | Cathy Chartrand (Stars de Montréal)   |
| Attaquante de l'année                                 | Ann-Sophie Bettez (Stars de Montréal) |
| Recrue de l'année                                     | Jillian Dempsey (Blades de Boston)    |
| Entraîneur de l'année                                 | Sommer West (Furies de Toronto)       |
| Prix humanitaire                                      | Cassie Campbell                       |

### Équipes d'étoiles
| Position         | Joueuse           | Équipe             |
| ---------------- | ----------------- | ------------------ |
| Gardienne de but | Christina Kessler | Furies de Toronto  |
| Défenseure       | Blake Bolden      | Blades de Boston   |
| Défenseure       | Cathy Chartrand   | Stars de Montréal  |
| Attaquante       | Ann-Sophie Bettez | Stars de Montréal  |
| Attaquante       | Danielle Stone    | Inferno de Calgary |
| Attaquante       | Jillian Dempsey   | Blades de Boston   |

| Position         | Joueuse          | Équipe              |
| ---------------- | ---------------- | ------------------- |
| Gardienne de but | Brittany Ott     | Blades de Boston    |
| Défenseure       | Jessica Wong     | Inferno de Calgary  |
| Défenseure       | Danielle Skirrow | Thunder de Brampton |
| Attaquante       | Jenna Cunningham | Inferno de Calgary  |
| Attaquante       | Carolyne Prévost | Furies de Toronto   |
| Attaquante       | Alyssa Baldin    | Furies de Toronto   |

| Position         | Joueuse         | Équipe             |
| ---------------- | --------------- | ------------------ |
| Gardienne de but | Delayne Brian   | Inferno de Calgary |
| Défenseure       | Blake Bolden    | Blades de Boston   |
| Défenseure       | Jessica Wong    | Inferno de Calgary |
| Attaquante       | Jillian Dempsey | Blades de Boston   |
| Attaquante       | Alyssa Baldin   | Furies de Toronto  |
| Attaquante       | Jill Cardela    | Blades de Boston   |

## Coupe Clarkson
Le tournoi de la Coupe Clarkson se déroule du 19 au 22 mars 2013 au Centennial Centre de Markham, dans la province de l'Ontario. Quatre équipes y prennent part, les Stars de Montréal, les Blades de Boston, l'Inferno de Calgary et les Furies de Toronto.

### Tour préliminaire
| Clt   | Équipe             | PJ | V | D | DP | DF | BP | BC | Diff | Pts |
| ----- | ------------------ | -- | - | - | -- | -- | -- | -- | ---- | --- |
| +001, | Blades de Boston   | 3  | 3 | 0 | 0  | 0  | 9  | 4  | +5   | 6   |
| +002, | Furies de Toronto  | 3  | 2 | 1 | 0  | 0  | 6  | 5  | +2   | 4   |
| +003, | Stars de Montréal  | 3  | 1 | 1 | 0  | 1  | 6  | 7  | -1   | 3   |
| +004, | Inferno de Calgary | 3  | 0 | 3 | 0  | 0  | 8  | 14 | -6   | 0   |

- En italique : qualifié pour la finale de la Coupe Clarkson

### Finale
| 22 mars 2013 | Boston | 0-1 (pr) (0-0, 0-0, 0-0, 0-1) | Toronto | Centennial Centre, Markham |

| Feuille de match | Feuille de match | Feuille de match  | Feuille de match                       | Feuille de match                                                                          |
| ---------------- | ---------------- | ----------------- | -------------------------------------- | ----------------------------------------------------------------------------------------- |
|                  | -                | 0-1               | Smith (Spooner, Prévost) — 60 min 33 s | Arbitrage : Stéphanie Gagnon Brandy Dewar Juges de ligne : Lysanne Patry Vanessa Stratton |
| Brittany Ott     | Gardiens         | Christina Kessler |                                        | Arbitrage : Stéphanie Gagnon Brandy Dewar Juges de ligne : Lysanne Patry Vanessa Stratton |
| 10 min           | Pénalités        | 6 min             |                                        | Arbitrage : Stéphanie Gagnon Brandy Dewar Juges de ligne : Lysanne Patry Vanessa Stratton |
| 25               | Tirs             | 24                |                                        | Arbitrage : Stéphanie Gagnon Brandy Dewar Juges de ligne : Lysanne Patry Vanessa Stratton |

### Statistiques

#### Meilleures pointeuses
| Joueuse             | Équipe             | PJ | B | A | Pts | +/- | Pun |
| ------------------- | ------------------ | -- | - | - | --- | --- | --- |
| Kate Buesser (en)   | Blades de Boston   | 4  | 3 | 4 | 7   | +4  | 4   |
| Hilary Knight       | Blades de Boston   | 4  | 5 | 1 | 6   | +4  | 0   |
| Kelli Stack         | Blades de Boston   | 4  | 1 | 5 | 6   | +3  | 0   |
| Taryn Peacock (en)  | Inferno de Calgary | 3  | 1 | 4 | 5   | +3  | 2   |
| Danielle Stone (en) | Inferno de Calgary | 3  | 3 | 1 | 4   | +2  | 4   |

### Récompenses
| Trophée              | Vainqueur                             |
| -------------------- | ------------------------------------- |
| Meilleure joueuse    | Natalie Spooner (Furies de Toronto)   |
| Meilleure gardienne  | Christina Kessler (Furies de Toronto) |
| Meilleure attaquante | Natalie Spooner (Furies de Toronto)   |

## Effectif champion
L'effectif des Furies déclaré champion de la Coupe Clarkson est le suivant  :
- Gardiennes de but : Christina Kessler, Sami Jo Small
- Défenseures : Michelle Bonello, Tessa Bonhomme, Martine Garland, Kristen Marson , Shannon Moulson, Britni Smith
- Attaquantes : Meagan Aarts, Julie Allen, Alyssa Baldin, Brooke Beazer, Holly Carrie-Mattimoe, Kori Cheverie, Jenelle Kohanchuk, Lisa Mullan, Jordanna Peroff, Carolyne Prévost, Natalie Spooner, Jessica Vella, Katie Wilson, Kelly Zamora, Kristy Zamora, Lexie Hoffmeyer
- Entraîneur : Sommer West